# Castelliere
 (mars 2009).

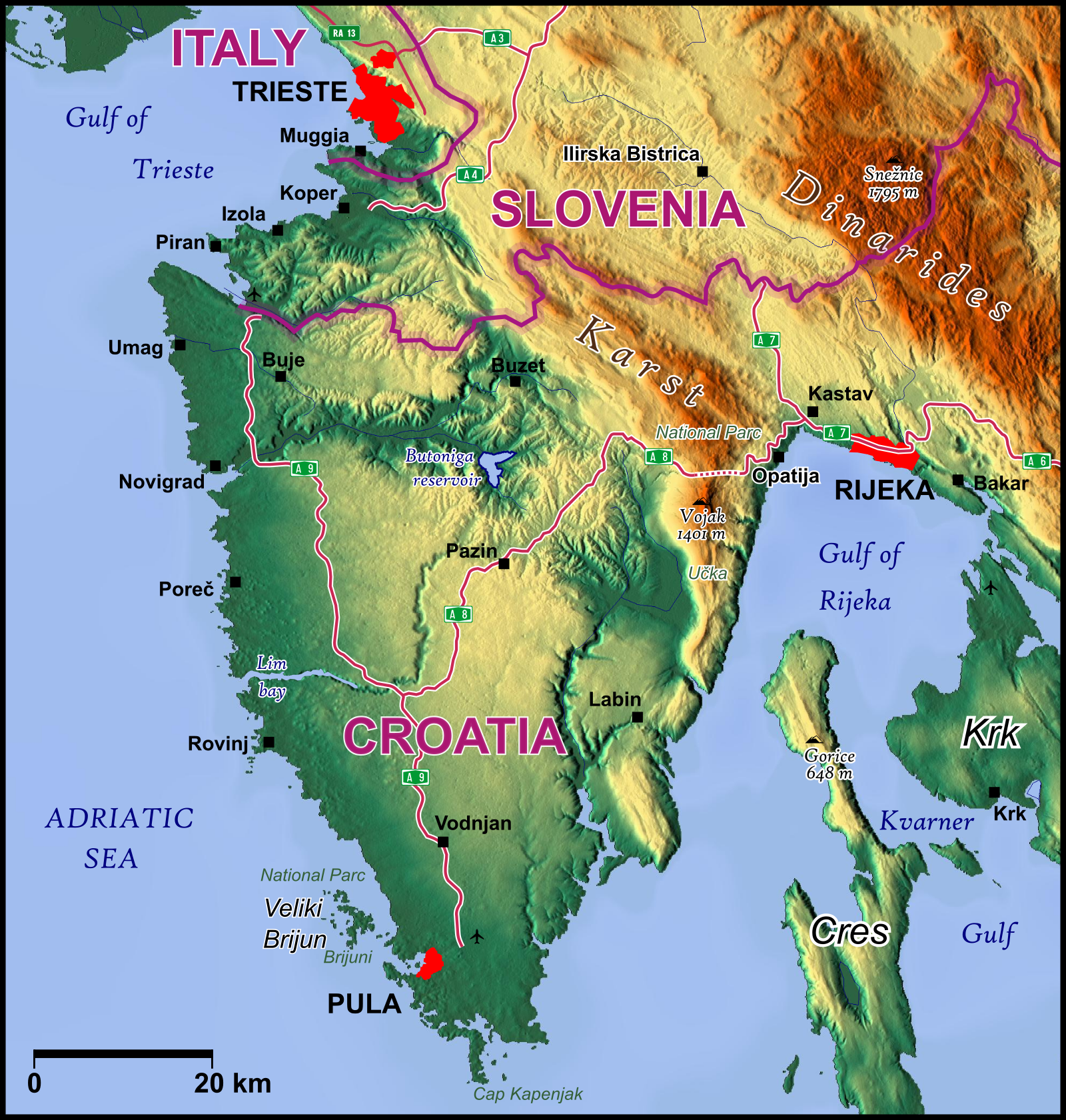
L'Istrie, siège de la culture des castellieri depuis le

La culture des castellieri (singulier castelliere) se développa en Istrie à l’âge du bronze pour s’étendre successivement au Frioul (cjastelîr en frioulan), à la Vénétie julienne, à la Dalmatie et aux zones limitrophes. Elle dura au-delà d'un millénaire (du XVe siècle av. J.-C. au IIIe siècle av. J.-C.) et se termina avec la conquête romaine. Les castellieri prennent le nom des bourgs fortifiés qui se forment un peu partout dans sa zone de diffusion.

## Territoires et populations

### Populations
L'origine de la culture des castellieri est due à un groupe ethnique d'origine incertaine, probablement pré-indo-européenne, et sans doute arrivé par la mer. Les premiers castellieri furent en effet construits le long des côtes istriennes et présentent un curieux phénomène de mégalithisme que l'on relève à la même époque dans le monde mycénien. Toutefois, ce même phénomène étant répandu dans plusieurs zones de la Méditerranée, il n'a pas été possible de déterminer avec certitude la provenance égéenne d'une telle population. Les hypothèses avancées sur une origine illyrienne ne sont pas davantage confirmées par les pièces en notre possession. En outre, une ethnie proprement illyrienne ne commença à se former en Europe qu'autour du Xe siècle av. J.-C.[réf. nécessaire].

### Les castellieri
C’étaient des bourgs fortifiés, généralement situés sur des montagnes et des collines, plus rarement en plaine (Frioul sud- oriental), et constitués d’une ou plusieurs ceintures de murailles concentriques, de forme ronde, elliptique (Istrie et Vénétie julienne) ou quadrangulaire (Frioul), à l'intérieur desquelles se développait l’habitat. L’épaisseur des murs pouvait atteindre quatre ou cinq mètres, alors que la hauteur était généralement comprise entre cinq et sept mètres. C’étaient donc des enceintes plutôt massives, leur périmètre pouvait même mesurer deux ou trois kilomètres. La technique constructive était en sandwich : deux murs parallèles constitués de grands blocs de pierre étaient édifiés et remplis, dans l'espace interne, de petites pierres, de terre et d'autres matériaux résiduels. Les maisons d'habitation, généralement de modestes dimensions et de forme circulaire (souvent à trullo) avaient une base de pierre calcaire ou arénifère et, pour le reste, étaient construites avec des matériaux périssables, surtout le bois.
En Istrie, Frioul et Vénétie julienne, il reste quelques centaines de castellieri parmi lesquels celui de Leme, en Istrie centre-occidentale, des Elleri, près de Muggia, de Monte Giove, à proximité de Prosecco (Trieste) et de S.Polo, (ou de la Gradiscata) non loin de Monfalcone. Mais le castelliere le plus important et le plus peuplé était celui de Nesactium (Nesazio), dans l'Istrie méridionale, à quelques kilomètres de Pula. Nesactium était entouré d'une double enceinte de murailles et fut même, pendant longtemps, capitale et grand centre religieux de la nation des Histres. Après la conquête romaine, Nesactium, comme beaucoup d'autres castellieri istriens, juliens et frioulans, fut transformé en citadelle militaire.

## Histoire

### Les migrations indo-européennes
Au début de l’âge du fer (Xe siècle av. J.-C. – VIIIe siècle av. J.-C.) les populations pré-indo-européennes qui, à l'époque protohistorique, avaient commencé à modeler la culture des castellieri[réf. nécessaire], furent remplacées par d’autres, d'origine indo-européenne, parmi lesquelles les Liburniens (peuple méditerranéen par la suite illyrisé), les Japodi (ou Giapidi) en Dalmatie et dans la zone de Fiume, et les Histres dans la péninsule de l'Istrie et dans la Vénétie julienne méridionale, jusqu'au Timavo. Les Liburniens fondèrent une colonie sur le littoral adriatique des Abruzzes : Truentum, à proximité de l’embouchure du fleuve Tronto.
Dans la seconde moitié du Ve siècle av. J.-C., les Carni vinrent également s’établir dans la partie centre-septentrional du Frioul et de la Vénétie julienne ; ce groupe ethnique celte eut un rôle essentiel dans l’élaboration de la culture des castellieri en introduisant dans cette partie de l'Italie une sidérurgie particulièrement avancée pour l'époque. La superposition, l'alternance ou, dans certains cas, le partage d’un même territoire entre diverses ethnies eut une influence très significative sur les techniques de construction utilisées qui demeurèrent inchangées jusqu'à l'époque romaine.

### Les invasions celtiques
Au cours du IVe siècle av. J.-C., quelques populations celtiques, dont certains groupes de Carni établis dans les Préalpes frioulanes et juliennes, envahirent la Vénétie julienne méridionale, l'Istrie et la Dalmatie. Les Histres, les Liburniens et les Japodi s'opposèrent à leur avancée, ne pouvant cependant empêcher l'installation de quelques-uns de ces groupes dans la Dalmatie intérieure. Avec le temps, ces groupes se fondirent avec les Japodi, donnant naissance à une population illyro-celtique qui, à l’époque romaine, fut décrite par Strabon. Les invasions celtiques qui, au IIIe siècle av. J.-C., atteignirent même la Grèce et l’Anatolie, eurent un impact mineur sur les deux autres populations de la culture du castelliere, les Istriens et les Liburniens.

### La conquête romaine

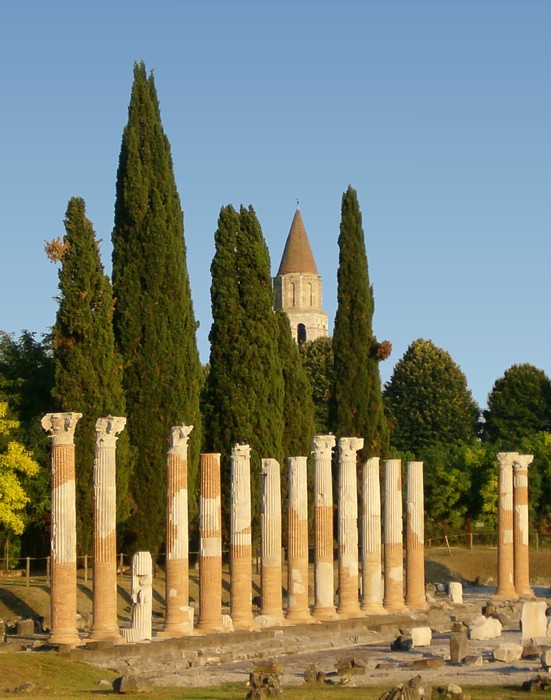
Aquilée

Peu avant la deuxième guerre punique, les Romains avaient commencé leur pénétration dans la zone padano-vénète. En 221 av.J.-C., les Histres, qui vivaient dans la péninsule istrienne et dans le carso de Trieste, furent forcés à payer un tribut à Rome en marque de soumission, en conservant cependant leur liberté. L'installation d’une colonie de droit latin à Aquilée (-181), adossée au territoire des Histres, fut le prélude à l’annexion définitive, quelques années plus tard, de cette noble et la fière population. Une expédition romaine en 178 av.J.-C., franchit l'Isonzo mais fut décimée. L'année suivante, une nouvelle et plus puissante armée romaine entra en Istrie et la conquit, réussissant à vaincre, après un long et inflexible siège, sa capitale Nesactium. Les sources classiques transmettent que le roi de ce peuple, Epulo, préféra se supprimer avec les quelques habitants survivants, plutôt que de tomber entre les mains de ses adversaires.
En 169 av.J.-C. ce fut au tour des Japodi et des Liburniens du Kvarner (Quarnero), vaincus par le consul Caius Cassius Longinus Varus ; cependant, leur soumission définitive se produisit seulement quarante ans plus tard, en 129 av. J.-C.. Les Carni du Frioul et de la Vénétie julienne septentrionale furent les derniers à perdre leur liberté : leur incorporation dans l'État romain eut lieu seulement en 115 av. J.-C., après une longue et fière résistance.
Ainsi commença la domination romaine sur les terres frioulanes, juliennes et istriennes qui, depuis, et pour plus de deux millénaires, ont constitué la frontière extrême orientale, d'abord de l’Italie romaine, puis de la nation italienne, et finalement de son État.

## Économie

### Activités agro-pastorale, manufacturière et commerciale
Toutes les populations qui, au cours des siècles, se succédèrent dans la région, avaient un caractère sédentaire et s’adonnaient à des activités primaires comme l'agriculture (céréales) et l'élevage (porcin, ovin et caprin surtout, et faiblement bovin). Les champs consacrés à la culture étaient souvent délimités par des murs et parsemés de castellieri de dimensions réduites qui, fort probablement, étaient destinés au refuge ou à l'entreposage.
En ce qui concerne les activités secondaires, la sidérurgie connut un grand développement, curieusement liée au moins jusqu'au Ve siècle av. J.-C., plus au travail du bronze qu'à celui du fer. Ce dernier commença à se répandre seulement avec l'arrivée des Carni et d'autres populations celtes dans le Frioul et en Vénétie julienne. Avec la venue des Celtes, le travail de l’argent reçut aussi une impulsion notable. L’activité manufacturière avait un caractère artisanal : fabrication d’armes de divers types, outils destinés à l'agriculture, fibules, clous de décoration et autres objets destinés à orner l'habillement sans oublier une abondante production d'outils à usage domestique, souvent de bonne facture. À signaler l'exceptionnelle habilité dans la construction de bateaux de la part des Liburniens qui donnèrent leur nom à un célèbre type de bateau léger : la liburne qui fut adoptée par la flotte romaine à partir du Ier siècle av. J.-C. pour sa vitesse et sa maniabilité.

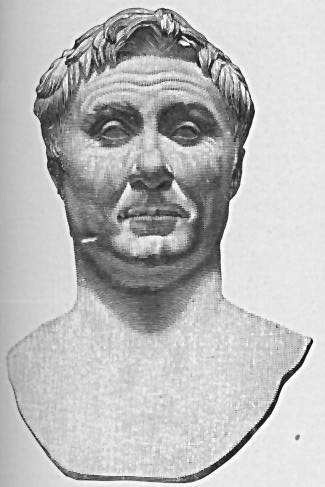
Gneo Pompeo Magno

Bien que les castellieri aient été avant tout des centres de production à caractère autarcique, ils remplissaient aussi la fonction de lieux d'échange. Les matériaux des fouilles (vaisselle, bijoux, urnes funéraires et statues, comme à Nesactium) démontrèrent l’évidence des contacts qu’eurent les populations de la région avec le reste du monde Adriatique et même avec l’Égypte. Ces contacts s'intensifièrent à partir du VIIIe siècle av. J.-C. et atteignirent leur apogée aux environs des VIe et Ve siècles av. J.-C., en parallèle avec la diffusion de la civilisation étrusque en Italie septentrionale et avec l'extension des colonies grecques sur les rivages balkaniques de l'Adriatique : Orikos (Oρικος), Epidamnos (Επίδαμνος), et Apollonia (Απολλωνία).

### Piraterie
La piraterie fut très active dès les premiers siècles de l’âge du fer. Toutes les populations qui donnèrent vie à la culture des castellieri, à l'exception des Carni, dont le territoire de sédentarisation (la Carnia) n’avait pas de débouchés sur la mer, se consacrèrent, plus ou moins, à cette activité. Les Liburiens se sont illustrés sous ce profil de pirates et tiraient semble-t-il de ces ressources économiques la principale source de leur subsistance. Jusqu'au Ve siècle av. J.-C., la piraterie liburnienne s’intéressa surtout aux bateaux marchands grecs et étrusques puis à ceux d'autres populations italiques et finalement aux navires romains. Cette attitude fournit à Rome le prétexte pour engager la première guerre d’Illyrie contre la reine Teuta et initier l'extension politique et territoriale vers la Grèce, la Macédoine et l’Asie. Néanmoins la piraterie (même en Adriatique) resta active bien au-delà des conquêtes romaines. En 67 av. J.-C., Pompée le Jeune (Gneo Pompeo) dirigea une offensive contre les pirates liburniens pour libérer le Mare Nostrum de ce fléau.

## Langue, artisanat et art

### Langue
Quelle que soit leur ethnie d'appartenance, les populations de la culture du castelliere ne connaissaient pas l'écriture. Ce n'est qu'après la conquête romaine qu’elles adoptèrent, non seulement l'alphabet latin, mais l'idiome même des conquérants. La romanisation de ces groupes ethniques fut plutôt rapide - on pouvait la considérer comme déjà pleinement réalisée autour de la seconde moitié du Ier siècle - ce qui rend extrêmement problématique l’étude de la langue ou, pour mieux dire, des langues utilisées par les populations qui, à partir du premier âge du fer, peuplèrent les territoires dans lesquels se développa la culture des castellieri. De l'étude des toponymes et du matériel onomastique nous pouvons déduire que :
- les Liburniens et les Giapidi parlaient des langues illyriennes, donc de souche indo-européenne, ces populations étant toutes deux fort probablement d'ethnie indo-européenne, mais pas d'origine illyrienne ;
- les spécialistes ne sont pas d'accord quant à la langue des Histres, même si l'hypothèse que celle-ci puisse constituer une variété de l'illyrien a fait son chemin ;
- les Carni s'exprimaient dans un idiome dérivé du celtique.

### Artisanat
Dès l'âge du bronze, se développa dans les castellieri, un artisanat spécialisé dans la production de poteries d'usage domestique caractérisé par une grande variété d’anses (coudées, à prise percée, en fer de cheval, avec des expansions aliformes etc.) souvent décorées de motifs géométriques. Les « castricoli » savaient même fabriquer des objets et des instruments métalliques (d’abord en bronze, puis en fer) de bonne qualité et destinés aux usages les plus divers : armes, clous, outils pour l'agriculture, etc. Le travail des cornes de bovin et de cervidé était arrivé à un haut niveau de perfectionnement et servait à la production de poignées et de manches de toutes sortes. Ont en outre été trouvés différents objets (urnes funéraires, amphores, etc.) de production non locale et généralement datés à partir du VIIIe siècle av. J.-C. Beaucoup de ces produits manufacturés proviennent du haut-Adriatique (de Vénétie surtout), d’autres sont de fabrication apulienne, d'autres égéennes. Les joailliers savaient même travailler l'ambre : le castelliere du Natisone était fort probablement un important marché d’échange de ce produit.

### Les statues de Nesactium

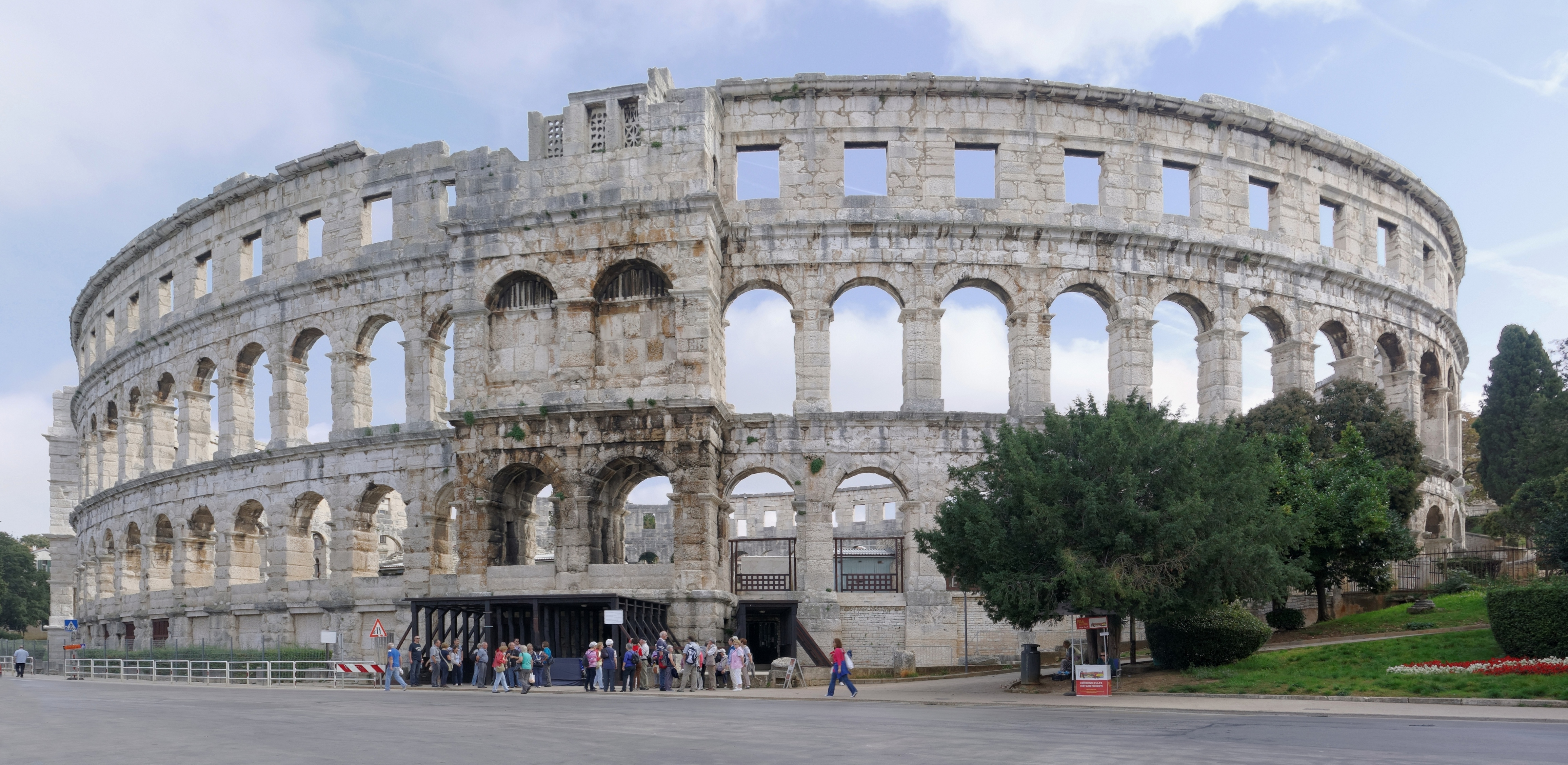
Pula, l'amphithéâtre.

À Nesactium, le plus grand centre politique et religieux d'Istrie, furent découvertes au début des années 1900, quelques statues de grandes dimensions datées entre les Ve et IVe siècles av. J.-C.. C’est un type de statuaire profondément influencé par l'art étrusque qui s’était répandu en Italie septentrionale depuis le VIe siècle av. J.-C. De nombreux spécialistes pensèrent qu'il s'agissait de produits d'importation provenant probablement des grands centres commerciaux d'Adria ou de Spina. Après un examen plus approfondi, il a pu être établi avec certitude que les statues en question avaient été fabriquées sur place. La ville de Nesactium avait réussi en effet à développer ce type de production artistique, unique en son genre, et qui ne trouvera d'équivalent dans aucun autre castelliere istrien, frioulan ou julien. Dans le musée de Pula sont exposés, dans un assez bon état de conservation, une tête bifronte (Anacyclique ) et un fragment de statue de guerrier à cheval.

## Religions et rites funéraires

### Religions
Des divinités adorées par les Histres, ne restent que quelques noms, privés désormais de signification pour nous, parmi lesquels Eia, Boira ou Melesoco. Bindo, l'une des divinités les plus importantes pour les Giapidi, devait avoir une relation quelconque avec le dieu Neptune, du moins à en juger par les quelques lieux sacrés qui lui étaient encore dédiés à l’époque romaine. Dans le panthéon liburnien, nous trouvons Sentona, Iria et Ica. Cette dernière, à l'égal de Bindo, était protectrice de la mer et des eaux. Iria devait correspondre à la gréco-romaine Aphrodite - Vénus.

### Rites funéraires
Pendant toute la durée de l'âge du bronze, le rite pratiqué fut celui de l'ensevelissement du corps, généralement en position assise ou recroquevillée, dans une caisse mortuaire constituée de blocs de pierre. À partir des premiers siècles de l'âge du fer, allait progressivement s'imposer l'usage de l'incinération, témoignant de l’arrivée de nouvelles ethnies d'origine indo-européenne qui ne se superposèrent fort probablement pas, mais se fondirent avec les populations préexistantes. Le rite de la crémation se pratiqua, en effet, en parallèle avec celui qui l'avait précédé sans réussir à se substituer entièrement à lui : les urnes contenant les cendres continuèrent souvent à être déposées dans les endroits habituels et enterrées. Les nécropoles étaient généralement placées en dehors des lieux habités. Dans de rares cas, comme dans le castelliere de Lemme, elles ont été retrouvées à l'intérieur des murailles d'enceinte.

#### Auteurs contemportains
- Roberto Bosi, L'Italie avant les Romains, Milan 1989
- Gianna Buti e Giacomo Devoto, Préhistoire et histoire des régions d'Italie, Florence 1974
- Giacomo Devoto La civilisation des castellieri en Trentin Haut-Adige et Frioul-Venezia Julienne, divers auteurs, Ed. De Agostini, Novare 1979
- Ugo Di Martino, Les Civilisations de l'Italie antique, Milan 1984
- Aleksandar Stipčeviċ, Les Illyriens, Milan 1966
- Divers auteurs, Histoire dec Rome Vol.I: Rome en Italie, Einaudi, Turin 1988
- Divers auteurs, Peuples et civilisation de l'Italie antique, Vol. I di Antonio M. Radmilli, Rome 1974
- Divers auteurs (T.C.I.) Frioui-Venezia Julienne ed. aggiornata, Rome 2005

#### Auteurs classiques
- Tite-Live, Ab Urbe Condita
- Strabon, ΓΕΩΓΡΑΦΙΚΑ (Géographie), Livre V

### Sources
- (it) Cet article est partiellement ou en totalité issu de l’article de Wikipédia en italien intitulé « Cultura dei castellieri » (voir la liste des auteurs) du 10/05/2008.